# Tempête sur la côte Est des États-Unis de fin octobre 2021
La tempête sur la côte Est des États-Unis de fin octobre 2021 est une puissante tempête extratropicale du cap Hatteras qui a frappé la côte est des États-Unis du 25 au 27 octobre 2021, causant d'importantes inondations et des vents violents dans des régions qui furent auparavant touchées par les ouragans Henri et Ida. Formée le 23 octobre sur le Texas, la tempête a traversé au large de la Géorgie dans l'Atlantique. Elle s'est ensuite rapidement transformée en une bombe le 27 octobre avant de faiblir dès le lendemain.
Après son occlusion, le centre de la dépression a dérivé vers l'Atlantique où il a rencontré des eaux chaudes et un faible cisaillement des vents ce qui lui a permis de se regénérer en tempête subtropicale Wanda le 31 octobre à 3 h UTC, le vingt et unième cyclone tropical de la saison cyclonique 2021 dans l'océan Atlantique nord. Alors que le système s'incurvait vers le sud-est, il a continué à s'organiser pour devenir entièrement tropical le 1er novembre. Wanda s'est déplacé de façon erratique vers les Açores jusqu'au 7 novembre. Le lendemain, les restes du cyclone post-tropical ont été absorbés dans un plus grand cyclone extratropical au nord.
La tempête du cap Hatteras a laissé plus de 617 000 clients sans électricité dans le nord-est des États-Unis et fait au moins 2 morts. Le réassureur Aon estima que les dommages et pertes économiques ont dépassé 200 millions $US de 2021. Wanda n'a eu aucun impact.

## Évolution météorologique

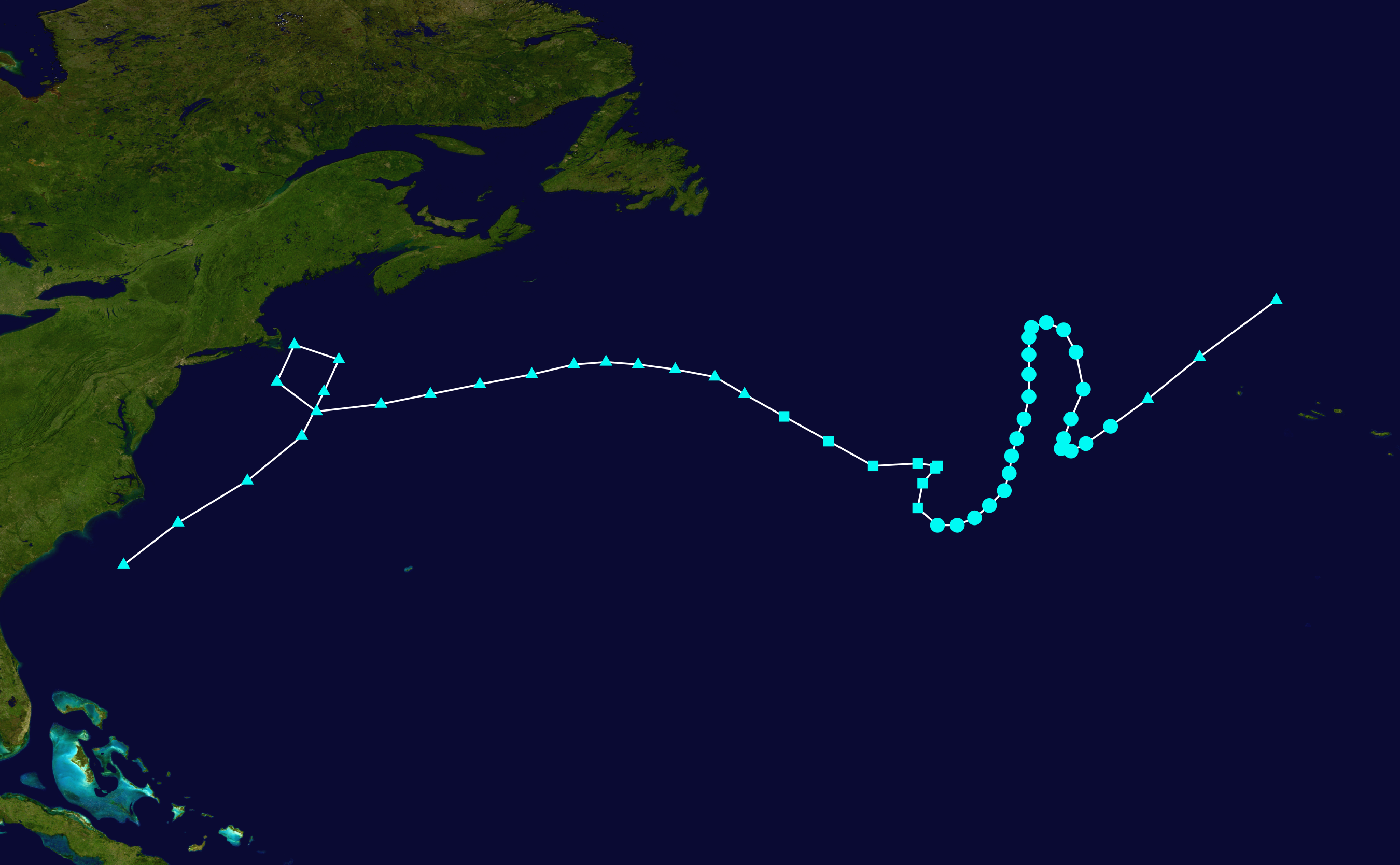
Trajectoire de la tempête près de la côte et de Wanda au large.

Le 23 octobre, une perturbation des latitudes moyennes s'est développée sur le sud du Texas. Le système s'est progressivement renforcé en se déplaçant vers l'est, le long de la côte États-Unis sur le golfe du Mexique et le 25 octobre, il a émergé dans l'Atlantique au large de la Géorgie, étant devenu une dépression frontale. La veille, le National Hurricane Center (NHC) a commencé à surveiller ce système, notant qu'il pourrait potentiellement se transformer en un cyclone subtropical ou tropical plusieurs jours plus tard.
La dépression a ensuite longé la côte est des États-Unis tout en se développant. Le 26 octobre, le système a débuté une intensification explosive, se développant en une puissante tempête du cap Hatteras. La pression centrale a alors chuté de 28 hPa au cours des 24 heures suivantes, passant de 1 008 à 980 hPa le 27 octobre. Il a aussi absorbé un autre système extratropical sur le nord-est des États-Unis, .
La tempête non-tropicale a ensuite effectué une boucle dans le sens inverse des aiguilles d'une montre tout en s'intensifiant davantage et d'atteindre son intensité maximale extratropicale de 974 hPa à 9 h UTC le 27 octobre, au large des côtes du Massachusetts,. Par la suite, le système s'est progressivement affaibli tout en s'occluant, ses nuages passant sur les provinces maritimes du Canada et le centre se déplaçant au large vers l'est.

### Régénération tropicale

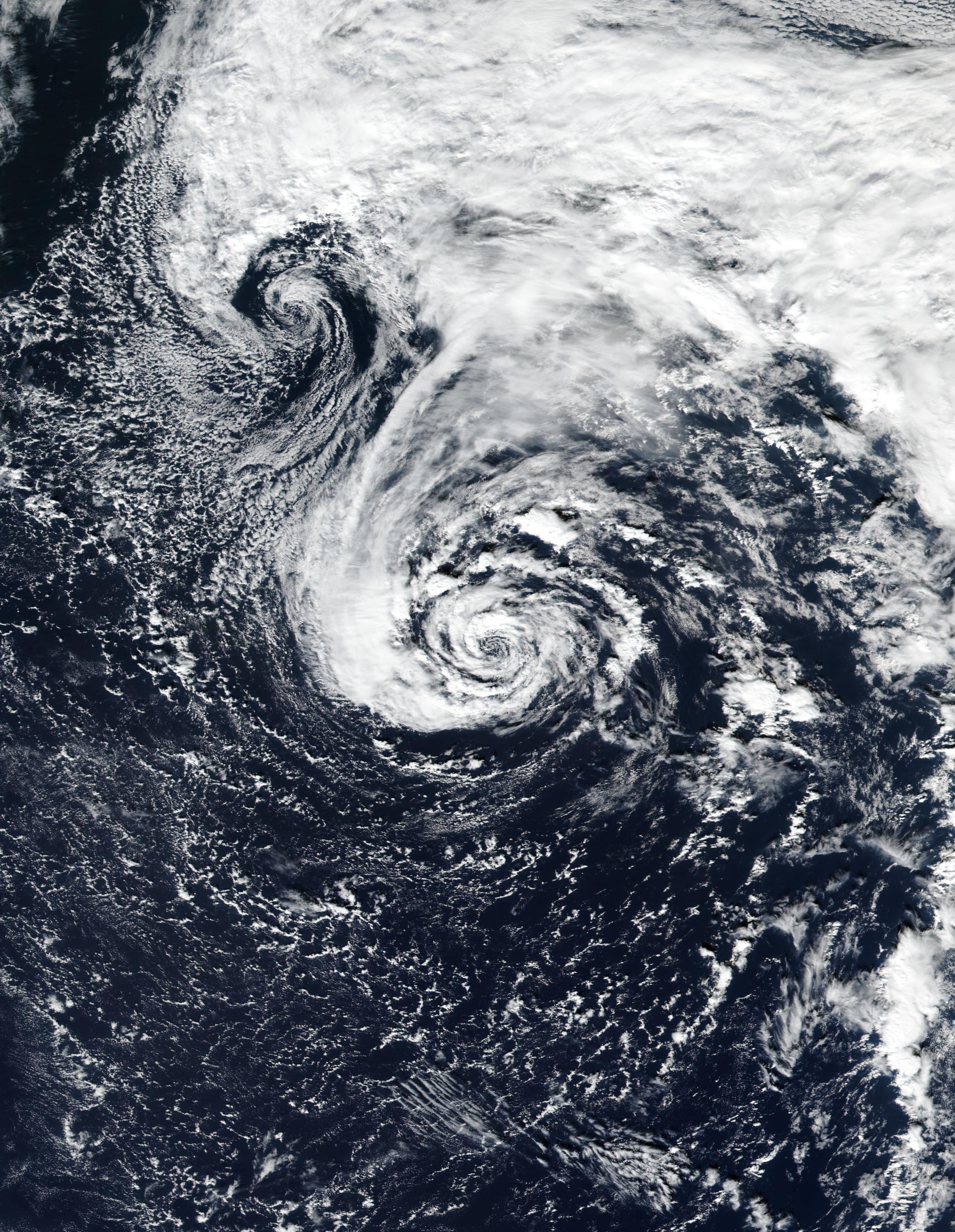
Wanda le 2 novembre.

Le NHC a augmenté les chances de redéveloppement tropical du centre occlus à partir du 29 octobre, passant de 40 % à 90 % en deux jours. À 3 h UTC le 31 octobre, le système avait des caractéristiques tropicales (petit rayon de vents maximums et zone de convection concentrée) et certaines caractéristiques subtropicales (co-localisé avec un creux barométrique en altitude et des fronts dans le voisinage). Le NHC a donc annoncé que le système était devenue la tempête subtropicale Wanda à 1 640 km à l'ouest des Açores. À 21 h UTC le 1er novembre, Wanda est devenue complètement tropicale, en se détachant de sa dépression en altitude, à 1 425 km de l'archipel.
Durant les jours suivants, le système a suivi une trajectoire en zigzag bien à l'ouest des Açores au gré de la circulation en altitude, des températures de surface de la mer assez marginales et du cisaillement des vents en altitude. À 15 h UTC le 7 novembre, le NHC a déclaré que le système était devenu post-tropical à 610 km à l'ouest-nord-ouest des îles et qu'il allait être absorbé dans les 24 heures suivantes par un front froid. Le front, relié à un important cyclone extratropical appelé Stephane par l'université libre de Berlin, a affecté le nord de l'Europe à partir du 9 novembre.

## Préparatifs
Les gouverneurs du New Jersey et de New York ont déclaré l'état d'urgence dès le 25 octobre, lorsque le NHC émit des veilles de crues soudaines pour le nord-est des États-Unis. Le maire de New York, Bill de Blasio, a fait nettoyer les égouts pluviaux et déployer des sacs de sable. Plusieurs districts scolaires ont fermé dans tout le New Jersey, en prévision des inondations,. Plus de 100 écoles ont fermé au Cap Cod, dans le Massachusetts, en prévision de la tempête.

## Impact
La tempête non tropicale a causé pour plus de 200 millions $US (2021) de dégâts et de pertes économiques dans le nord-est des États-Unis selon le réassureur Aon et fait 2 morts,,,. La tempête tropicale Wanda n'a fait aucun dégât ayant toujours été en mer.

### New Jersey
Le New Jersey a enregistré jusqu'à 130 mm de pluie le 27 octobre. De nombreux endroits ont connu des crues soudaines en raison de la forte pluie, alors que la Saddle River débordait, atteignant un niveau de 1,83 à 2,13 m.
À Union Beach, plus d'une douzaine de sauvetages aquatiques ont été exécutés alors que des véhicules furent piégés par la crue. Des arbres ont également été abattus par des vents violents à travers la région, tuant une femme dans le comté de Morris et en blessant une autre. Un arbre est également tombé sur une maison, causant des dégâts mineurs.

### Massachusetts
Dans le Massachusetts, les rafales maximales de 117 mi/h (188 km/h) ont été enregistrées à Truro, de 103 mi/h (166 km/h) à Duxbury et de 97 mi/h (156 km/h) à Wellfleet,,,. On a signalé une rafale de 94 mi/h (151 km/h) à Martha's Vineyard et de 87 mi/h (140 km/h) à Scituate. De plus, des rafales non officielles de 110 mi/h (177 km/h) Wellfleet et de 107 mi/h (172 km/h) à Provincetown ont été enregistrées dans des zones côtières exposées,. Le système a également apporté de fortes précipitations, provoquant des inondations.
Les vents ont abattu des arbres, bloquant plusieurs routes et provoquant une panne de courant généralisée. Ainsi, plus de 500 000 clients ont perdu l'électricité. De petits bateaux ont été rejetés sur la côte par les vagues et la houle. Certaines maisons ont été endommagées par la chute d'arbres. Un avion a été endommagé à l’aéroport régional de New Bedford après avoir été éjecté de la piste. À Hingham, un grand arbre a fait tomber des fils. Brockton a également reçu plus de 300 appels à l'aide et son maire a déclaré un état d'urgence à partir du 27 octobre.
Des abris ont été ouverts pour accueillir les personnes évacuées. Les services de traversiers ont aussi été affectés à un horaire très restreint.

### Ailleurs dans le nord-est des États-Unis
Dans l'État de New York, le corps d'un kayakiste parti en mer avant la tempête et porté disparu a été retrouvé. Une alerte de crue soudaine a été émise pour la région des Finger Lakes au sud du lac Ontario et les comtés de Delaware, d'Otsego et de Sullivan ont subi des inondations. Le maximum de pluie fut de 221 mm à Baiting Hollow sur Long Island.
Des vents de pointe de 60 mi/h (97 km/h) ont été enregistré au Connecticut. Dans le Rhode Island, la tempête a coupé le courant à 92 000 clients. Dans le Maine, plus de 25 000 clients ont subi le même sort.

### Canada
Le plus fort de la tempête est passé bien au large de la Nouvelle-Écosse qui n'a reçu que de 15 à 30 mm de pluie et des vents modérés.